# IV. třída okresu Třebíč
IV. třída okresu Třebíč tvoří společně s ostatními skupinami čtvrté třídy nejnižší (desátou nejvyšší) fotbalovou soutěž v České republice. Je řízena Okresním fotbalovým svazem Třebíč. Hraje se každý rok od léta do jara se zimní přestávkou. Hraje se ve dvou skupinách (označených A a B), v ročníku 2017/18 startuje 18 týmů (8 ve skupině A a 10 ve skupině B) z okresu Třebíč. Ve skupině hraje každý s každým jednou na domácím hřišti a jednou na hřišti soupeře. Vítězové skupin postupují do III. třídy okresu Třebíč.

## Vítězové

### IV. třída okresu Třebíč skupina A
| Ročník    | Vítězný tým                        |
| --------- | ---------------------------------- |
| 2003/2004 | SK Moravské Budějovice „B“         |
| 2004/2005 | SK Slavice                         |
| 2005/2006 | FC Smrk                            |
| 2006/2007 | FC Rapotice „B“                    |
| 2007/2008 | 1. SK Rouchovany                   |
| 2008/2009 | TJ Sokol Lipník „B“                |
| 2009/2010 | FC Smrk                            |
| 2010/2011 | TJ Sokol Lipník „B“                |
| 2011/2012 | FC Kralice nad Oslavou             |
| 2012/2013 | FC Náměšť nad Oslavou-Vícenice „C“ |
| 2013/2014 | Sokol Hrotovice „B“                |
| 2014/2015 | FK Rudíkov/TJ Trnava „B“           |
| 2015/2016 | SFK Dukovany 2001 „B“              |
| 2016/2017 | SFK Dukovany 2001 „B“              |
| 2017/2018 | 1. SK Rouchovany                   |
| 2018/2019 |                                    |

### IV. třída okresu Třebíč skupina B
| Ročník    | Vítězný tým                |
| --------- | -------------------------- |
| 2003/2004 | FC Vinohrady Sádek         |
| 2004/2005 | TJ Sokol Přibyslavice      |
| 2005/2006 | TJ Sokol Martínkov         |
| 2006/2007 | Sokol Želetava             |
| 2007/2008 | TJ Štěměchy                |
| 2008/2009 | FK Jaroměřice nad Rokytnou |
| 2009/2010 | TJ Sokol Heraltice         |
| 2010/2011 | FK Borovina - Opatov       |
| 2011/12   | Soutěž se nehrála.         |
| 2012/2013 | TJ Sokol Stařeč „B“        |
| 2013/2014 | TJ Sokol Heraltice         |
| 2014/2015 | SK Slavice                 |
| 2015/2016 | SK Slavice                 |
| 2016/2017 | Sokol Želetava „B“         |
| 2017/2018 | SK Moravské Budějovice „B“ |
| 2018/2019 |                            |